# Nuoto ai campionati europei di nuoto 2020 - 200 metri dorso maschili
La gara dei 200 metri dorso maschili dei campionati europei di nuoto 2020 si è svolta il 21 e 22 maggio 2021 presso la Duna Aréna di Budapest, in Ungheria.

## Podio
| Pos.    | Atleta         | Nazione       |
| ------- | -------------- | ------------- |
| Oro     | Evgenij Rylov  | Russia        |
| Argento | Luke Greenbank | Gran Bretagna |
| Bronzo  | Roman Mityukov | Svizzera      |

## Record
Prima della manifestazione il record del mondo (RM), il record europeo (EU) e il record dei campionati (RC) erano i seguenti.
|  | 1'51"92 | Aaron Peirsol | 31 luglio 2009 Roma   |
|  | 1'53"23 | Evgenij Rylov | 8 aprile 2021 Kazan'  |
|  | 1'53"36 | Evgenij Rylov | 8 agosto 2018 Glasgow |

## Risultati

### Batterie
Le batterie sono iniziate il 21 maggio 2021 alle 10:47 (UTC+1).
| Pos. | Batteria | Corsia | Atleta                 | Nazionalità   | Tempo   | Note   |
| ---- | -------- | ------ | ---------------------- | ------------- | ------- | ------ |
| 1    | 4        | 4      | Luke Greenbank         | Gran Bretagna | 1'54"67 | Q      |
| 2    | 5        | 4      | Evgenij Rylov          | Russia        | 1'55"74 | Q      |
| 3    | 3        | 1      | Antoine Herlem         | Francia       | 1'56"42 | Q      |
| 4    | 4        | 2      | Jan Čejka              | Rep. Ceca     | 1'56"66 | Q      |
| 5    | 4        | 5      | Ádám Telegdy           | Ungheria      | 1'57"22 | Q      |
| 6    | 3        | 2      | Grigorij Tarasevič     | Russia        | 1'57"41 | Q      |
| 7    | 3        | 4      | Yohann Ndoye Brouard   | Francia       | 1'57"70 | Q      |
| 8    | 3        | 5      | Radosław Kawęcki       | Polonia       | 1'57"79 | Q      |
| 9    | 5        | 7      | Jakub Skierka          | Polonia       | 1'58"15 | Q      |
| 10   | 5        | 6      | Lorenzo Mora           | Italia        | 1'58"48 | Q      |
| 11   | 3        | 0      | João Costa             | Portogallo    | 1'58"58 | Q      |
| 12   | 3        | 6      | Roman Mityukov         | Svizzera      | 1'58"64 | Q      |
| 13   | 4        | 8      | Benedek Kovács         | Ungheria      | 1'58"84 | Q      |
| 14   | 5        | 9      | Péter Bernek           | Ungheria      | 1'59"07 |        |
| 15   | 5        | 2      | Hugo González          | Spagna        | 1'59"10 | Q, RIT |
| 15   | 5        | 8      | Francisco Santos       | Portogallo    | 1'59"10 | Q      |
| 17   | 5        | 1      | Manuel Martos          | Spagna        | 1'59"23 | Q      |
| 18   | 5        | 3      | Matteo Restivo         | Italia        | 1'59"45 | QSO    |
| 18   | 5        | 5      | Brodie Williams        | Gran Bretagna | 1'59"45 | QSO    |
| 20   | 4        | 7      | Elliot Clogg           | Gran Bretagna | 1'59"54 |        |
| 21   | 3        | 3      | Nicolás García         | Spagna        | 1'59"59 |        |
| 22   | 2        | 1      | Robert Glință          | Romania       | 1'59"74 |        |
| 23   | 4        | 1      | Apostolos Christou     | Grecia        | 1'59"79 |        |
| 24   | 4        | 6      | Berke Saka             | Turchia       | 2'00"18 |        |
| 25   | 1        | 2      | Maxim Stupin           | Russia        | 2'00"20 |        |
| 26   | 4        | 3      | Kaloyan Levterov       | Bulgaria      | 2'00"38 |        |
| 27   | 3        | 7      | Mewen Tomac            | Francia       | 2'00"63 |        |
| 28   | 3        | 9      | Ksawery Masiuk         | Polonia       | 2'00"80 |        |
| 29   | 4        | 9      | James McFadzen         | Gran Bretagna | 2'00"85 |        |
| 30   | 2        | 3      | Primož Šenica Pavletič | Slovenia      | 2'00"92 |        |
| 31   | 2        | 4      | David Gerchik          | Israele       | 2'01"52 |        |
| 31   | 2        | 2      | Erikas Grigaitis       | Lituania      | 2'01"52 |        |
| 33   | 2        | 8      | Samuel Törnqvist       | Svezia        | 2'02"05 |        |
| 34   | 4        | 0      | Ádám Jászó             | Ungheria      | 2'02"20 |        |
| 35   | 2        | 5      | Tomáš Ludvík           | Rep. Ceca     | 2'02"52 |        |
| 36   | 1        | 6      | Gustav Hökfelt         | Svezia        | 2'02.54 |        |
| 37   | 2        | 6      | Melikşah Düğen         | Turchia       | 2'02"62 |        |
| 38   | 5        | 0      | Mikita Tsmyh           | Bielorussia   | 2'02"74 |        |
| 39   | 2        | 0      | Armin Evert Lelle      | Estonia       | 2'03"68 |        |
| 40   | 2        | 9      | Saša Boškan            | Slovenia      | 2'03"69 |        |
| 41   | 1        | 5      | Ron Polonsky           | Israele       | 2'04"10 |        |
| 42   | 1        | 3      | Max Mannes             | Lussemburgo   | 2'04"19 |        |
| 43   | 1        | 4      | Metin Aydın            | Turchia       | 2'05"20 |        |
| 44   | 1        | 7      | Alexander Kudashev     | Russia        | 2'06"51 |        |
| 45   | 2        | 7      | Adam Maraana           | Israele       | 2'06"93 |        |
|      | 3        | 9      | Evangelos Makrygiannis | Grecia        | dns     |        |

#### Swim-off
Lo swim-off si è svolto il 21 maggio 2021, alle ore 12:15 (UTC+1).
| Class | Corsia | Nome            | Nazione       | Tempo   | Note |
| ----- | ------ | --------------- | ------------- | ------- | ---- |
| 1     | 4      | Brodie Williams | Gran Bretagna | 1'59"24 | Q    |
| 2     | 5      | Matteo Restivo  | Italia        | 1'59"27 |      |

### Semifinali
Le semifinali si sono svolte il 21 maggio 2021, alle ore 18:30 (UTC+1).
| Pos. | Batteria | Corsia | Atleta               | Nazionalità   | Tempo   | Note |
| ---- | -------- | ------ | -------------------- | ------------- | ------- | ---- |
| 1    | 2        | 4      | Luke Greenbank       | Gran Bretagna | 1'54"43 | Q    |
| 1    | 1        | 4      | Evgenij Rylov        | Russia        | 1'55"11 | Q    |
| 2    | 2        | 3      | Ádám Telegdy         | Ungheria      | 1'56"17 | Q    |
| 2    | 1        | 7      | Roman Mityukov       | Svizzera      | 1'56"37 | Q    |
| 3    | 2        | 5      | Antoine Herlem       | Francia       | 1'56"63 | q    |
| 4    | 2        | 6      | Yohann Ndoye Brouard | Francia       | 1'57"06 | q    |
| 5    | 2        | 2      | Jakub Skierka        | Polonia       | 1'57"08 | q    |
| 3    | 1        | 6      | Radosław Kawęcki     | Polonia       | 1'57"10 | q    |
| 4    | 1        | 5      | Jan Čejka            | Rep. Ceca     | 1'57"43 |      |
| 5    | 1        | 3      | Grigorij Tarasevič   | Russia        | 1'57"68 |      |
| 6    | 1        | 1      | Francisco Santos     | Portogallo    | 1'58"03 |      |
| 7    | 1        | 2      | Lorenzo Mora         | Italia        | 1'58"13 |      |
| 6    | 2        | 1      | Benedek Kovács       | Ungheria      | 1'58"20 |      |
| 7    | 2        | 7      | João Costa           | Portogallo    | 1'58"72 |      |
| 8    | 2        | 8      | Manuel Martos        | Spagna        | 1'59"38 |      |
| 8    | 1        | 8      | Brodie Williams      | Gran Bretagna | 2'02"52 |      |

### Finale
La finale si è svolta il 22 maggio 2021, alle ore 19:17 (UTC+1).
| Pos.    | Corsia | Atleta               | Nazionalità   | Tempo   | Note |
| ------- | ------ | -------------------- | ------------- | ------- | ---- |
| Oro     | 5      | Evgenij Rylov        | Russia        | 1'54"46 |      |
| Argento | 4      | Luke Greenbank       | Gran Bretagna | 1'54"62 |      |
| Bronzo  | 6      | Roman Mityukov       | Svizzera      | 1'56"33 |      |
| 4       | 7      | Yohann Ndoye Brouard | Francia       | 1'56"37 |      |
| 5       | 3      | Ádám Telegdy         | Ungheria      | 1'56"67 |      |
| 6       | 8      | Radosław Kawęcki     | Polonia       | 1'57"05 |      |
| 7       | 1      | Jakub Skierka        | Polonia       | 1'58"56 |      |
| 8       | 2      | Antoine Herlem       | Francia       | 1'58"64 |      |